# Vitréais
O vitréais é uma sobremesa tradicional de Vitré, no norte da Bretanha (Haute-Bretagne), na França.  O nome é o gentílico, em francês, da região de origem da sobremesa. 

## Preparação
O vitréais é uma torta à base de maçãs caramelizadas e de amêndoas, de textura similar a um  pão-de-ló. Ele tem um leve sabor de amêndoas. O recheio do prato é feito a partir de uma mistura uma calda de caramelo misturada com creme de leite fresco e manteiga, aonde se cozinham as maçãs.
Em seguida, uma vez que o creme de caramelo tenha reduzido, essa mistura deve ser derramada cuidadosamente sobre uma massa similar a um biscoito feita com farinha de amêndoas, e coberta com outra camada de massa. Essa camada é então pincelada com clara de ovo, coberta com açúcar de confeiteiro e amêndoas cortadas e assadas antes de serem servidas. A receita pode ser servida fria ou quente, e pode ser conservada por meio de congelamento.